# Whitney Houston: I Wanna Dance with Somebody
Whitney Houston: I Wanna Dance with Somebody ist ein US-amerikanischer Spielfilm von Kasi Lemmons aus dem Jahr 2022. Die Filmbiografie folgt dem Leben von Whitney Houston (1963–2012). Titelgebend war das gleichnamige Lied der US-amerikanischen Sängerin aus dem Jahr 1987. Die Hauptrolle übernahm Naomi Ackie.
Der Film wurde im Dezember 2022 in den Kinos veröffentlicht.

## Handlung
Der Film folgt der Karriere der international erfolgreichen Sängerin und mehrfachen Grammy-Gewinnerin Whitney Houston, die 2012 im Alter von 48 Jahren in Beverly Hills verstarb.

## Veröffentlichung und Rezeption
Der Film wurde am 23. Dezember 2022 von Sony Pictures Releasing in den US-amerikanischen Kinos veröffentlicht, in Deutschland einen Tag früher. Kurz zuvor wurde der Titel von I Wanna Dance with Somebody in Whitney Houston: I Wanna Dance with Somebody abgeändert. Ein offizieller Trailer unter dem alten Titel war Mitte September 2022 veröffentlicht worden.
Noch weit vor dem Kinostart wurden Whitney Houston: I Wanna Dance with Somebody und insbesondere Hauptdarstellerin Naomi Ackie zum erweiterten Favoritenkreis für die Oscarverleihung 2023 gezählt. Die Kritiken fielen jedoch gemischt oder durchschnittlich aus. Auf der Website Rotten Tomatoes hält der Film derzeit eine Bewertung von 46 Prozent, basierend auf über 50 englischsprachigen Kritiken und einer Durchschnittswertung von 5,3 von 10 Punkten. Das Fazit der Seite lautet: „Ein weiteres Wiki-Biopic für die Nachwelt, das relativ sehenswerte I Wanna Dance with Somebody hinterlässt das Gefühl, mit Whitney Houston auf der Bühne zu stehen, aber nicht wirklich mit ihr tanzen zu können“. Auf der Website Metacritic erhielt der Film eine Bewertung von 55 Prozent, basierend auf mehr als 20 ausgewerteten englischsprachigen Kritiken.

## Auszeichnungen
Filmeditorin Daysha Broadway erhielt eine Nominierung bei den Black Reel Awards 2023.